# Deramas evelynae
Deramas evelynae är en fjärilsart som beskrevs av Schröder och Colin G.Treadaway 1978. Deramas evelynae ingår i släktet Deramas och familjen juvelvingar. Inga underarter finns listade i Catalogue of Life.